# Mazearka, Kameanka-Buzka
Mazearka (în ucraineană Мазярка) este un sat în comuna Jeldeț din raionul Kameanka-Buzka, regiunea Liov, Ucraina.

## Demografie
Componența lingvistică a localității Mazearka
     Ucraineană (100%)
Conform recensământului din 2001, toată populația localității Mazearka era vorbitoare de ucraineană (100%).